# San Salvador (Bahamas)
San Salvador ou São Salvador (Watling Island até 1925) é um distrito e uma ilha das Bahamas. Localiza-se no leste do arquipélago, é uma das ilhas que poderia ter correspondido com Guanahani, a primeira ilha da América na qual desembarcou Cristóvão Colombo em 1492. Ela é o pico exposto de uma montanha submersa que se ergue 15 mil pés do chão do oceano e assenta sobre uma plataforma carbonatada rodeada por uma região que atinge os 40 metros de profundidade.
Pouco menos de mil pessoas vivem em San Salvador, sendo principalmente descendentes de escravos trazidos para a ilha pelos britânicos.

## História
O Reino Unido assumiu o controle das ilhas que hoje são chamadas Bahamas no início do século XVII. Um de seus principais colonos foi John Watling (às vezes referido como George Watling), de quem a ilha inicialmente levou seu nome.
Em 1925, foi outra ilha, agora chamada Ilha Cat, que recebeu o nome de "San Salvador". Naquele ano esse topónimo foi removido para ser designada como ilha Watling, na crença de que era mais provável que Colombo chegasse a Watling do que Cat, entre outras coisas, pelas inscrições inseridas em seu diário.
Hoje, graças às suas muitas praias, a ilha tornou-se um importante centro turístico. Tem uma população aproximada de pouco menos de mil habitantes, e o seu principal centro habitado é Cockburn Town, sede do governo local.
O Centro de Pesquisas Gerace (Gerace Research Centre), antes Estação de Campo das Bahamas, está localizado no norte, na costa de Grahams Harbour (Porto de Graham). Centenas de estudantes e pesquisadores usam a estação todos os anos como base para estudos em mares tropicais, tanto nas áreas de geologia, biologia e arqueologia.
A ilha tem um grande número de recifes que permitem observar com equipamento de mergulho uma grande variedade de espécies de peixes.
San salvador tem sido atingida por furacões nas últimas décadas: foi arrasada pelo furacão Lill em 1996 e pelo furacão Floyd em 1999, causando muitos estragos e danos em bens e também grande erosão das praias. em 2015 o furacão Joaquín causou enorme destruição.